# Ruellia rauhii
Ruellia rauhii är en akantusväxtart som beskrevs av D.C. Wasshausen. Ruellia rauhii ingår i släktet Ruellia och familjen akantusväxter. Inga underarter finns listade i Catalogue of Life.